# Survie
Survie foi uma comuna francesa na região administrativa da Normandia, no departamento Orne. Estendia-se por uma área de 13,44 km². Em 2010 a comuna tinha 148 habitantes (densidade: 11 hab./km²).
Em 1 de janeiro de 2017, passou a formar parte da nova comuna de Gouffern en Auge.